# Criminal Case
Criminal Case (у слободном преводу „Кривични случај”) јесте игра са скривеним предметима испирисана детективским жанром, објављена 15. новембра 2012. на Фејсбуку. Верзија за iOS уређаје је објављена широм света 28. августа 2014. године, а затим и верзија за Android уређаје 15. априла 2015. године.
Видео-игра је развијена од стране француског развојног тима, компаније Прити симпл. Ова игра има преко 10 милиона месечних играча. Видео-игра је 9. децембра 2013. добила титулу „Игра године 2013” на друштвеној мрежи Фејсбук, надмашивши Кенди краш сагу.

## Гејмплеј
Играч је детектив који решава случајеве тако што проналази трагове на месту злочина. Током своје истраге, играч испитује различите осумњичене и након што сакупи довољно доказа може да ухапси починиоца.
Видео-игра тренутно обухвата више од 250 случајева у осам сезона: Гримсборо, Пасифик Беј, Светско издање, Мистерије из прошлости, Завера, Путовање кроз време, Натприродне истраге и Париз: Град романтике.